# Apogonia frontalis
Apogonia frontalis är en skalbaggsart som beskrevs av Heller 1896. Apogonia frontalis ingår i släktet Apogonia och familjen Melolonthidae. Inga underarter finns listade i Catalogue of Life.